# Стрункий сліпун
Стрункий сліпун (Leptotyphlops) — рід змій родини струнких сліпунів (Leptotyphlopidae). Представники цього роду мешкають в Африці на південь від Сахари.

## Опис
Стрункі сліпуни мають дуже вузьке, тонке тіло і схожі на блискучих дощових черв'яків. Зазвичай вони мають чорне, сіре або чорнувато-коричневе забарвлення, а луска надає їм сегментованого вигляду. Очі у струнких сліпунів редуковані майже до повної втрати зору і приховані за захисними лусками.
Стрункі сліпуни ведуть риючий спосіб життя, проводячи більшу частину часу серед пухкого ґрунту. Вони зазвичай вилязають на земну поверхню лише після дощів. Основу їх раціону складають личинки мурах і термітів.

## Види
Рід Leptotyphlops нараховує 21 вид:
- Leptotyphlops aethiopicus Broadley & Wallach, 2007
- Leptotyphlops conjunctus (Jan, 1861)
- Leptotyphlops distanti (Boulenger, 1892)
- Leptotyphlops emini (Boulenger, 1890)
- Leptotyphlops howelli Broadley & Wallach, 2007
- Leptotyphlops incognitus (Broadley & Watson, 1976)
- Leptotyphlops jacobseni Broadley & S. Broadley, 1999
- Leptotyphlops kafubi (Boulenger, 1919)
- Leptotyphlops keniensis Broadley & Wallach, 2007
- Leptotyphlops latirostris (Sternfeld, 1912)
- Leptotyphlops macrops Broadley & Wallach, 1996
- Leptotyphlops mbanjensis Broadley & Wallach, 2007
- Leptotyphlops merkeri (F. Werner, 1909)
- Leptotyphlops nigricans (Schlegel, 1839)
- Leptotyphlops nigroterminus Broadley & Wallach, 2007
- Leptotyphlops pembae Loveridge, 1941
- Leptotyphlops pitmani Broadley & Wallach, 2007
- Leptotyphlops pungwensis Broadley & Wallach, 1997
- Leptotyphlops scutifrons (W. Peters, 1854)
- Leptotyphlops sylvicolus Broadley & Wallach, 1997
- Leptotyphlops telloi  Broadley & Watson, 1976

## Етимологія
Наукова назва роду Leptotyphlops походить від сполучення слова дав.-гр. λεπτος — дрібний і τυφλωψ — сліпун.